# Isabel Villar (periodista)
Isabel Susana Villar Lista (Buenos Aires, 30 de septiembre de 1945) es una periodista y abogada feminista argentina radicada en Uruguay. Durante 30 años fue la responsable del suplemento dominical "La república de las mujeres" del diario uruguayo La República. Por su contribución a generar una sociedad más justa e igualitaria para las mujeres, fue reconocida en 2018 como Ciudadana Ilustre de Montevideo.
En el evento de 2003 de reconocimiento a personas y organizaciones que protagonizaron o apoyaron la lucha por los derechos de la diversidad sexual de la Coordinadora Uruguaya del Orgullo LGTTIB, Villar recibió una distinción especial.